# Скальные жилища в долине Хила
Национальный монумент «Скальные жилища Хилы» — национальный памятник США в пустыне Хила (en:Gila Wilderness) на юго-западе штата Нью-Мексико. Находится на крайнем юге округа Катрон штата Нью-Мексико. Туристы могут добраться до жилищ по федеральной трассе 180, из Силвер-Сити.
Памятник был объявлен Национальным монументом указом президента Теодора Рузвельта от 16 ноября 1907 года.

## История
Скальные жилища Хилы открыл Генри Б. Эйлмен (Henry B. Ailman), незадолго до открытия эмигрировавший в штат Нью-Мексико и проживавший в городе Силвер-Сити. Летом 1878 Эйлмен, вместе с группой друзей, был избран в коллегию присяжных. Чтобы избежать выполнения этой обязанности, они организовали исследовательское путешествие по реке Хила, где и открыли памятник.
В последующие годы жилища стали местом паломничества туристов, поскольку до них было легко добраться. В 1890-е годы братья Хилл создали курорт на близлежащих Горячих источниках Хилы. Они организовывали туры посетителей источников к скальным жилищам. В июне 1906 г. по инициативе конгрессмена-республиканца Джона Лэйси был принят закон об охране доисторических памятников, известный как «Закон о древностях», en:Antiquities Act. Согласно этому закону президент США получил право своим указом переводить в федеральную собственность земли, на которых находились доисторические и исторические руины. На основании данного закона в последующие годы в федеральную собственность перешли и скальные жилища Хилы.
В скальных жилищах было обнаружено несколько мумий, большинство которых разошлось по частным коллекциям и были утеряны для науки. В 1912 году было обнаружено погребение с мумией ребёнка, которой дали имя «Зеке» («Zeke»). Это открытие получило общенациональную известность и привлекло новых посетителей. Мумию позднее перевезли в Смитсоновский институт.